# Петренко Олег Миколайович
Оле́г Микола́йович Петре́нко (нар. 17 вересня 1973, Черкаси) — народний депутат України 8-го скликання. Брав участь у подіях на Сході Україні влітку 2014 року як доброволець у складі батальйону «Азов». 
Станом на початок 2024 року є головою офіційного штабного фонду «Підтримай Третю штурмову» який займається забезпеченням потреб 3-ї окремої штурмової бригади Збройних Сил України.
Також зараз Петренко є діючим депутатом Черкаської обласної ради від політичної партії Всеукраїнського об’єднання «ЧЕРКАЩАНИ».
Одружений, виховує двох синів.

## Життєпис
У 1991 році закінчив Черкаський фінансово-економічний технікум Держбанку СРСР, спеціальність — бухгалтер.
У 1997 р. закінчив Харківську державну академію технології та організації харчування, спеціальність — менеджер-економіст.
1993–2005 — заступник генерального директора ТОВ «Технікс-25».
1998 — бухгалтер кооперативу «Агат».
2005–2007 — заступник генерального директора обласного дочірнього підприємства «Черкаситурист».
З 2007 по 2008 був головою комітету з фізичної культури і спорту Черкаської міської ради.
2008–2013 — генеральний директор обласного дочірнього підприємства «Черкаситурист».
З 1 грудня 2013 року брав участь у революційних подіях на Майдані.
2014 р. — з початку війни на Донбасі долучився до батальйону спецпризначення МВС «Азов». Після обрання народним депутатом, Олег Петренко не розриває контактів зі побратимами й далі співпрацює вже в цивільному житті з громадською організацією «Цивільний Корпус АЗОВ».
26 жовтня 2014 року переміг на виборах до Верховної Ради по 194 в. о. (Черкаси). Олег Петренко набрав 41,15 %, або 31 771 голосів виборців. У парламенті депутат входить до фракції «Блоку Петра Порошенка». Олег Петренко — заступник голови Комітету, голова підкомітету з питань національно-патріотичного виховання дітей та молоді Комітету Верховної Ради України з питань сім'ї, молодіжної політики, спорту та туризму.
У своїй громадській діяльності Олег Петренко підтримує патріотичні ініціативи, наприклад, у жовтні 2015 року депутат відвідав акцію «Блокада Криму». Щороку депутат відвідує Холодноярські вшанування 25-26 квітня,. Також Петренко часто приходить на допомогу в суд до затриманих із політичних мотивів, як-от у липні 2016 року до Валентина Лихоліта — польового командира добровольчого батальйону «Айдар», затриманого.
Після початку повномасштабного російського вторгнення Олег Петренко став координатором благодійного проєкту «Support AZOV», який займався забезпеченням бойових азовських підрозділів. Найбільший з них - полк ССО АЗОВ - в січні 2023 року був розширений та став 3-ою окремою штурмовою бригадою Збройних Сил України в складі Сухопутних військ.
На сьогоднішній момент «Support AZOV» діє як благодійний фонд «Підтримай Третю штурмову» під керівництвом Олега Петренка в підпорядкуванні командування 3 ОШБр.

## Депутатська діяльність
Один з ініціаторів законопроєкту «про особливий статус релігійних організацій, керівні центри яких знаходяться в державі, яка визнана Верховною Радою України державою-агресором», про генетичну ідентифікацію військовослужбовців.
Співавтор законопроєкту «Про правовий статус і соціальні гарантії учасників добровольчих збройних формувань в Україні».
Також Олег Петренко став співініціатором законопроєктів щодо протидії жорстокому поводженню з тваринами, розвитку туризму в Україні, покращення захисту права дитини на належне утримання та у сфері охорони здоров'я.

## Відзнаки та нагороди
- Відзнака Президента України — ювілейна медаль «25 років незалежності України» (2016).[8]